# امانوئل هوهن
امانوئل هوهن (انگلیسی: Immanuel Höhn؛ زادهٔ ۲۳ دسامبر ۱۹۹۱) بازیکن فوتبال اهل آلمان است.
از باشگاه‌هایی که در آن بازی کرده‌است می‌توان به باشگاه فوتبال کایزرسلاوترن و باشگاه فوتبال فرایبورگ اشاره کرد.